# مید ولی (کالیفرنیا)
مید ولی (به انگلیسی: Mead Valley) یک منطقهٔ مسکونی در ایالات متحده آمریکا است که در ریورساید واقع شده‌است. مید ولی ۴۹٫۶۴۸ کیلومتر مربع مساحت و ۱۸٬۵۱۰ نفر جمعیت دارد و ۵۰۶٫۸۹ متر بالاتر از سطح دریا واقع شده‌است.